# Afrijet
Ne doit pas être confondu avec Afrijet Airlines.
Le cœur de l'Afrique vous est ouvert
Afrijet Business Service est une compagnie aérienne gabonaise qui assure des liaisons régulières avec plusieurs aéroports au Cameroun, au Gabon, à São Tomé, en République du Congo, au Bénin et en Guinée équatoriale.

## Histoire
Afrijet est fondée en 2004 par un groupe d'investisseurs privés, effectuant initialement des vols charters privés à l'aide d'avions Falcon 900. En 2016, Afrijet commence à assurer des vols intérieurs réguliers dans tout le Gabon, et s'étend depuis aux pays voisins. Afrijet devient en 2019 la première compagnie de la zone CEMAC. 
Depuis 2020, Afrijet est certifiée IOSA (IATA Operational Safety Audit) par l’IATA (International Air Transport Association). Le 9 décembre 2021, Afrijet a annoncé qu'elle s'était associée à La Compagnie pour lancer des vols saisonniers entre Paris Orly et l'aéroport international Léon-Mba de Libreville à partir du 16 décembre 2021.
En novembre 2022, l’entreprise rejoint l’Association du transport aérien international.
Le 12 mars 2024, l’État Gabonais acquiert 56% des parts du géant français, devenant ainsi l’actionnaire majoritaire de l’entreprise.

## Destinations
Depuis septembre 2020, Afrijet dessert les destinations suivantes : 
| Pays                 | Ville/Localité            | Aéroport                                                   | Remarques |
| -------------------- | ------------------------- | ---------------------------------------------------------- | --------- |
| Cameroun             | Yaoundé                   | Aéroport international de Yaoundé Nsimalen                 |           |
| Cameroun             | Douala                    | Aéroport international de Douala                           |           |
| Bénin                | Cotonou                   | Aéroport international de Cotonou                          |           |
| Gabon                | Franceville               | Aéroport International M'Vengue El Hadj Omar Bongo Ondimba |           |
| Gabon                | Libreville                | Aéroport international Léon-Mba                            | Hub       |
| Gabon                | Port-Gentil               | Aéroport international de Port-Gentil                      |           |
| Guinée équatoriale   | Malabo                    | Aéroport de Malabo                                         |           |
| Guinée équatoriale   | Bata (Guinée équatoriale) | Aéroport de Bata                                           |           |
| République du Congo  | Brazzaville               | Aéroport Maya-Maya                                         |           |
| République du Congo  | Pointe-Noire              | Aéroport de Pointe-Noire                                   |           |
| Sao Tomé-et-Principe | São Tomé                  | Aéroport international de São Tomé                         |           |
| Sao Tomé-et-Principe | Principe                  | Aérodrome de Principe                                      |           |

## Flotte
En 2020 la flotte Afrijet se compose des avions suivants :
| Avion           | En service | Commandé | Nombre de passagers | Notes |
| --------------- | ---------- | -------- | ------------------- | ----- |
| ATR 72-500/-600 | 5          | 3,       | de 66 à 70          | —     |
| ATR 42-500      | 1          | —        | 48                  | —     |
| Total           | 6          | 3        | —                   | —     |